# قائمة شخصيات الدببة الثلاثة
الدببة الثلاثة (بالإنجليزية: We Bare Bears) هو مسلسل رسوم متحركة أمريكي من إنتاج كرتون نتورك ستوديوز بدأ عرضه في 27 يوليو عام 2015 على كرتون نتورك الأمريكية ومن ثم على كرتون نتورك بالعربية في 6 نوفمبر عام 2015.

## أبطال القصة

### شهاب
شهاب (بالإنجليزية: Grizz) هو شخصية خيالية من مسلسل الدببة الثلاثة، وهو دب أشهب بني رائع لا يخاف من أي شيء وهو ثالث اخوانه 
مشاكس غالبا ما يتخاصم مع أخويه، وهو قائد الدببة الثلاثة.

### باندا
باندا (بالإنجليزية:Panda) هو شخصية خيالية من مسلسل الدببة الثلاثة، وهو دب باندا مهووس نوعا ما بالفتيات ويحب الحيوانات كثيرًا ويحب التعلم ويساعد الآخرين، فهو لا يحب ممارسة الرياضة كما يفعل شهاب ولايحب التنمر والعنصرية، لكنه شخص لطيف مع الآخرين وهو ألطف الدببة من بين أخويه ولديه حبيبة وهمية.

### قطبي
قطبي (بالإنجليزية:Ice Bear) هو دب قطبي خيالي من مسلسل الدببة الثلاثة، وهو أغرب دب بين أخويه يفضل الجو البارد وينام في الثلاجة، لكنه مميز عنهما فأخواه

## أصدقاء

### كلوي
فتاة من أصول كورية. درست في أمريكا، رغم صغرها ولكنها نابغة ولا تملك أصدقاء. لكن بعد تعرفها على شهاب، باندا وقطبي أصبح لديها أصدقاء.تبدو اجتماعية أكثر مع اصدقائها هم شهاب باندا قطبي، لكنها انطوائيه. وليست اجتماعيه مع الناس وليس عندها صداقات كثيره، وظهرت أول مره في حلقه (كلوي), هي والدها ريتشارد بارك والدتها وينيفرد بارك، مظهر - لديها شعر بني رمادي، وترتدي معطفًا سماويًا داكنًا، ونظارات، ولها حذاء مسطّح أحمر.وبنطلون باللونين البني والوردي.

### نام نام
هو كوالا مشهور، قد يبدو لطيفا ولكنه يحمل في قلبه حقدا وغرورا وشرا كبيرا.

### تشارلي
مخلوق مجهول الهوية - هي في العبارة عن صاحب القدم الكبيرة BigFoot لا يعرف معنى الحياة، مزعج في بعض الأحيان لكنه طيب ولطيف ويعيش بالغابة التي يعيش بها الدببة الثلاثة وباندا لا يحبه ولكن تشارلي يفضل باندا أكثر وضحى كثيرا من اجله.

### عصابة الحمام
وهي مجموعة من الحمام تبدو في الأول لطيفة و لكنه عصابة تثير المتاعب و المشاكل